# 弟切草 (ゲーム)
『弟切草』（おとぎりそう）は、チュンソフト（現：スパイク・チュンソフト）より発売されたアドベンチャーゲーム。また、その関連する映画や小説など。
チュンソフトの自社ブランドにおける処女作であると同時に、同社が打ち立てたサウンドノベルシリーズの第一作でもある。脚本と監修には、脚本家の長坂秀佳を起用している。

## 概要
実在する同名の植物、オトギリソウをモチーフに描かれるホラータッチのストーリーは、ほぼ同じシークエンスで構成される10数本のシナリオから成り立つ。選んだ選択肢によっては別の展開を見せることがあり、各ストーリー毎に登場人物の役割や真相が異なっている。また、一定の到達度で達成するピンクの栞の写真をチュンソフトに送ると同人誌がプレゼントされるキャンペーンが存在した。
スーパーファミコン用ソフトとして発売されたのを始めとし、後にPlayStation用ソフトとしてリメイクされ『弟切草 蘇生篇』（おとぎりそう そせいへん）のタイトルで発売された。ムービーシーンの追加やシナリオの大幅な加筆修正に加え、『街 〜運命の交差点〜』から取り入れられたザッピングシステムにより、主人公から奈美の視点に切り替えてストーリーが進められる。シナリオ上、限られているザッピングポイントでは奈美の名前に下線が引かれる目印があり、ザッピングをするかはプレイヤーが選択できる。ザッピングを行い奈美の視点にシナリオが変わると文字の色がピンクで表示される。再び視点が戻ると文字の色も反転する。一度選んだことのあるザッピングポイントでは文字が暗く反転する目印がある。

## ゲーム内容
背景として森林や館などが描かれた一枚絵の上に、文字が表示されていくスタイルとなっており、プレイヤーは文字を読みながら時折出現する選択肢を選ぶことでストーリーが進行していく。
主人公とその恋人・奈美が館の中で様々な体験をする内容で、選んだ選択肢によって展開や人物像が大きく変わるのが特徴。また、選んだ選択肢によって最後にたどり着くエンディングが異なっており、プレイする度に新しいストーリーが展開されるようになっている。
サウンドノベルの名称の通り、ドアの開閉音や水槽の水の音など、実際の生活音をサンプリングして使用することで臨場感を高めている。
また、全てのエンディングを経験すると最初の選択画面の栞の色がピンク色になり、少しアダルトな雰囲気のシナリオが始まる。これが「ピンクのしおり」と呼ばれる、以降の同社のサウンドノベルにおける定番になった。

## ストーリー
夕暮れの薄暗い山道を走る一台の車。車道の両脇には辺り一面に弟切草が咲いていた。車を運転していた公平は、助手席にいる奈美に弟切草に纏わる伝承を語る。しかし、話に夢中になっている内に道に迷ってしまう。
さらに、そこに突然対向車が現れ急ブレーキを掛けるもブレーキが効かず、強引に車を停めた事で車は破損してしまう。雨の降る中、車を捨てた二人の行く手には弟切草に囲まれた一軒の洋館が佇んでいた。二人は雨から逃れるために、その洋館へと足を踏み入れるのであった。
建物の中で、幼い双子らしき姉妹が映った一枚の写真を見つける。それを目にした途端、奈美が信じられない事を口走る。さらに物語を進めていくうちに、隠された奈美の秘密が徐々に明らかになっていく。

## 用語
弟切草
実在するオトギリソウ科の植物。花言葉は「復讐」と作中では語られている。京都に伝わる民話に秘伝の薬の秘密を漏らした弟を兄が切り殺し、その返り血が葉の模様になったという話があり、全てのストーリーはこの民話をモチーフとして展開される。
同じくチュンソフトが発売した『不思議のダンジョン』シリーズに回復アイテムとして登場している。
洋館
物語の舞台。ヨーロッパから移築された古い建物で、周囲には弟切草が生い茂っている。
ミイラ
主人公達が洋館の2階で遭遇する、日記を持った車椅子の女性のミイラ。物語の伏線となっている。
鎧
洋館の玄関口にある西洋風の甲冑。後に消失し、意外な所で出現する。
水槽
洋館の玄関口にある人間が入れそうなくらい巨大な水槽。中は藻で濁っていてはっきり見えない。何かが潜む気配を漂わせる。

## 登場人物
公平（主人公）
作品の主人公。名前は変更することが可能。名前は『街 〜運命の交差点〜』からの引用であり、PlayStation版からの仕様。スーパーファミコン版にはデフォルトの名前は無い。温和な好青年。小説・映画では松平公平となっている。
奈美
主人公の恋人。わがままな性格だが、天真爛漫で憎めない。本人には自覚がないが、彼女が原因となって洋館に迷い込むことになる。シナリオによっては主人公の呼び方を頻繁に変更する（-さん、-クン、-殿など）。小説・映画では姓が追加され、菊島奈美となっている。
主人公と共に行動し、洋館で自身の出生の秘密を知る。
ナオミ
奈美の双子の姉だが、幼い頃に別れたため奈美はナオミのことを覚えていない。
ゲームでは額に火傷の痕がある場合が多く、物語と密接に関わっている。
小説・映画では直美という名前であり、小説では有栖川直美、映画では階沢直美となっている。
直樹
奈美とナオミの弟で意外な正体を見せる。
小説では公平の弟で青年となっている。

## 移植版
| No. | タイトル                                                             | 発売日         | 対応機種                                                 | 開発元       | 発売元                 | メディア                                    | 型式       | 売上本数 | 備考                                    |
| --- | -------------------------------------------------------------------- | -------------- | -------------------------------------------------------- | ------------ | ---------------------- | ------------------------------------------- | ---------- | -------- | --------------------------------------- |
| 1   | 弟切草                                                               | 1996年8月4日   | サテラビュー                                             | チュンソフト | チュンソフト           | ダウンロード （BSデータ放送）               | -          | -        | スーパーファミコン版を期間限定無料配信  |
| 2   | 弟切草                                                               | 1997年9月30日  | スーパーファミコン                                       | チュンソフト | チュンソフト           | SFメモリカセット （フラッシュロムカセット） | -          | -        | ニンテンドウパワー書き換え販売          |
| 3   | サウンドノベル・エボリューション1 弟切草 蘇生篇                      | 1999年3月25日  | PlayStation                                              | ネクセス     | チュンソフト           | CD-ROM                                      | SLPS-01645 | -        | 『街 〜運命の交差点〜』ボーナス体験版付 |
| 4   | サウンドノベル・エボリューション1 弟切草 蘇生篇 PlayStation the Best | 2001年4月12日  | PlayStation                                              | ネクセス     | チュンソフト           | CD-ROM                                      | SLPS-91225 | -        | 廉価版                                  |
| 5   | 弟切草                                                               | 2004年7月8日   | iアプリ                                                  | チュンソフト | ドワンゴ               | ダウンロード （iチュンソフト）              | -          | -        | PlayStation版の移植                     |
| 6   | 弟切草                                                               | 2006年11月16日 | CDMA 1X WIN対応端末 （EZアプリ）                         | チュンソフト | ドワンゴ               | ダウンロード                                | -          | -        | PlayStation版の移植                     |
| 7   | 弟切草                                                               | 2006年12月13日 | 3Gメガアプリ対応端末 （S!アプリ）                        | チュンソフト | ドワンゴ               | ダウンロード                                | -          | -        | PlayStation版の移植                     |
| 8   | 弟切草                                                               | 2007年8月28日  | Wii                                                      | チュンソフト | チュンソフト           | ダウンロード （バーチャルコンソール）       | -          | -        | スーパーファミコン版の移植              |
| 9   | 弟切草 蘇生篇                                                        | 2011年9月14日  | PlayStation 3 PlayStation Portable (PlayStation Network) | ネクセス     | チュンソフト           | ダウンロード （ゲームアーカイブス）         | -          | -        | PlayStation版の移植                     |
| 10  | 弟切草                                                               | 2014年7月30日  | Wii U                                                    | チュンソフト | スパイク・チュンソフト | ダウンロード （バーチャルコンソール）       | -          | -        | スーパーファミコン版の移植              |

サテラビュー版
発売済みソフトを放送する番組枠「ゲームベストセレクション」の開始タイトルとして、スーパーファミコン版を期間限定で無料配信した。セーブ機能は利用できず、1回の受信につき5回までの起動制限が設けられている。
PlayStation版
タイトルは『弟切草 蘇生篇』。ハードの性能の向上からグラフィックは作り直され、画質が飛躍的に向上している。また、シナリオも書き直し・追加されている。
携帯アプリ版
PlayStation版からの移植。
Wii、Wii U（バーチャルコンソール）版
スーパーファミコン版からの移植。

## 開発
本作の開発の経緯は、チュンソフトは当初はRPGを作成しようと検討していたが、容量の問題で実現できなかった。その後、中村光一と麻野一哉が話し合った際に、麻野はパソコンでかつて存在した『表参道アドベンチャー』や『南青山アドベンチャー』のようなテキストアドベンチャーの作成を発案し、スーパーファミコンの音源の性能を考慮してサウンドノベルという形態が構築された。
一方でサウンドノベルという方向性になった背景として、当時『ドラゴンクエストV 天空の花嫁』を開発しており、プログラム・グラフィックなど担当できるスタッフが少なかったことから、これらへの労力を少なくしつつ、スーパーファミコンの特性を活かそうと考え出したと中村光一は語っている。また、麻野はコマンド選択式のアドベンチャーゲームは詰まると先に進めずにストレスが溜まるため、どんなことがあっても最後までたどり着けること、そして当時ゲームが複雑化してきている関係で操作方法が分かりにくくなっていたため、ボタンを押すだけで先に進めるようにし、プレイヤーの裾野を広げることを検討していた。
麻野は音源の効果を発揮するには恐怖感が一番であると考え、ミステリー仕立てにすることを決定し、密室空間が望ましいことから「館」という仮題で製作を始める。その後、ストーリーを麻野自身で書いていく中で、分岐の多さから書ききれなくなり、シナリオライターである長坂秀佳に依頼。長坂はゲームブックがブームになった際に、ページが飛ぶだけで一つのストーリーしかないことに不満を抱いたが、もっと面白いものにする可能性を感じていた。その後、ゲーム開発に携わる機会が訪れたが長坂の事情により断念せざるを得なくなる。その後、そのゲーム会社からチュンソフトを紹介され、本作のシナリオ作成の依頼を受けることとなった。
長坂は『弟切草』というタイトル、「復讐」という花言葉、男女二人が山中の洋館に迷い込むという舞台設定に好感を持ったが、麻野が検討していた「1プレイが10日かかるゲームにする」という案を否定し、一つの話は簡潔でいくつもの話が楽しめる、プレイする度に話が変わるものがいいと提案する。しかし、麻野は実現不可能であると長坂の案を否定した。その後長坂は、バッドエンドを創らずに、一つの話は簡潔でありさらに感動を与えて終わる、次にプレイした時には異なるストーリーが展開されることを念頭に置いたプランを提出し、チュンソフト側も納得し了承する。
中村からは『弟切草』というタイトルは使用しなくてもよい、中身は完全に変更しても構わないとの提案があったが、長坂は「名刺代わりにお膳立ては使って見せる」と話し、『弟切草』というタイトルの使用や麻野の書いた原作を使用した上で変更を加えていく方法で製作することにした。その中で長坂は、ただの飾りであった鎧を動かしたり、ただの不気味な水槽から怪魚が出ることを考案するなどアイデアを発揮する。
また、長坂は2名のアシスタントとともに残りのストーリーを全て担当し、それまでに登場した道具は全て使用することを決め、鎧、ミイラなどの使い道を模索した。選択肢に関しても徹夜をして作業をするなど検討を重ねた。
その他、長坂はギャグ、パロディ、猥褻な表現を最後に入れることを発案し、それが後に「ピンクのしおり」へと繋がった。

## スタッフ

### オリジナル版
- 監修・作、脚本:長坂秀佳
- 原案、脚本:麻野一哉
- 脚本:山崎修、都築孝史
- 絵監督:札場哲
- 絵画:原田久美子、合田順一
- 作曲:三俣千代子
- 開発監督:山名学
- 開発:大森田不可止、枡田賢一
- 音響開発:福沢正
- 効果音原音:戸辺豊（OCB）
- 協力:中西一彦、長畑成一郎、杉本篤（ファンシー）、霜野史明（O's）、手塚将統（O's）
- 制作・監督 :中村光一

### PlayStation版
- 監修・作、脚本:長坂秀佳
- 原案・構成、脚本:麻野一哉
- 脚本:山崎修、都築孝史、岩片烈、平松正樹
- 音楽:三俣千代子
- 作画・動画制作:
  - 有限会社ピース
    - 山本啓介

  - I.TOON Ltd
    - 伊藤有壱
- 作画・動画:
  - VFX Studio LOOP HOLE
    - 木村俊幸、松山美恵、丹羽学、志岐善啓、森豊

  - I.TOON Ltd
    - 長井勝己、キムラヒデキ、田村香織、宍戸光太郎
- 動画音楽制作:
  - VFX Studio LOOP HOLE
    - 姫田蘭
- 音楽制作:
  - 有限会社リーブ
    - 安藤童太、山田靖子
- 開発:
  - 株式会社ネクセス
    - 河野光二、五戸正明、矢野達也、苗村吾郎、長澤幹也
- 効果音:
  - OCB
    - 戸辺豊
- 検査:曽根康征、石神宏紀
- 製作補佐:中西一彦、西畑幸雄
- 宣伝・広報:
  - 有限会社ピース
    - 山本啓介、清水妙子
- 製作:大森田不可止
- 製作総指揮・監督:中村光一

## 評価
スーパーファミコン版
ゲーム誌『ファミコン通信』のクロスレビューでは、6・6・7・6の合計25点（満40点）、『ファミリーコンピュータMagazine』の読者投票による「ゲーム通信簿」での評価は以下の通りとなっており、23.45点（満30点）となっている。この得点はスーパーファミコン全ソフトの中で28位（323本中、1993年時点）となっている。また、同雑誌1991年5月24日号特別付録の「スーパーファミコン オールカタログ」では、「『サウンドノベル』という新しいジャンルを開拓した意欲作」、「どういう行動をとるかでストーリーが変化し、何度でも楽しめる作りになっている」と紹介された。その他、『SUPER FAMICOM Magazine』1993年8月情報号特別付録の「スーパーファミコンオールカタログ'93」巻末に収録されている「部門別ベスト30」では、総合28位、音楽・効果音10位、操作性30位、オリジナリティ7位を獲得している。
| 項目 | キャラクタ | 音楽 | 操作性 | 熱中度 | お買得度 | オリジナリティ | 総合  |
| 得点 | 3.43       | 4.24 | 3.90   | 3.96   | 3.64     | 4.28           | 23.45 |

PlayStation版
ゲーム誌『ファミ通』のクロスレビューでは、8・7・8・7の合計30点（満40点）でシルバー殿堂入りを獲得しており、レビュアーからの肯定的な意見としては、「前作をやった人でも、新たな味わいがあるはず」、「経験者としては奈美でプレイできるのは裏の部分を垣間見れてうれしい」、「グラフィックやサウンドが強化されたのもうれしいが、何と言っても今回のメインは"奈美編"のストーリーが加わったこと」、「このゲームの楽しさはくり返しプレーすることにあり、分岐の多さから毎回いろんな発見がある」などと評されているが、否定的な意見としては、「いくらビジュアルが一新され恐怖が増しても、結末を知ってるのと知らないのとでは大違い。追加シナリオを見つけるためのプレイはかなり不毛」、「ザッピング自体は簡単であまりゲーム性は感じられない」、「さすがに古さを感じるし、ストーリーもやや現実離れ気味。しょうもないギャグに興ざめすることもしばしば」と評されている。

## 関連作品

### コミック
- 1999年3月30日に角川書店より初版発行 (ISBN 4-04-853061-5)。漫画は服部あゆみ。
- 2001年1月には、小説版を元にした『弟切草〜創世〜』が刊行 (ISBN 4-04-853305-3)。漫画は小野双葉。
- 同年同月に小説の続編『彼岸花』も刊行された (ISBN 4-04-853312-6)。漫画は高瀬志帆。

### 小説
1999年4月10日に角川ホラー文庫より初版発行 (ISBN 4-04-347501-2)。長坂秀佳・著。
キーワードはゲームと同一だが、ストーリーはオリジナル。大ヒットゲーム『弟切草』のゲームデザイナー松平公平が、恋人の菊島奈美と山道をドライブ中に事故に遭う。公平は自らが作ったゲームに似たシチュエーションに遭遇していく。
長坂の小説『彼岸花』『寄生木』と三部作を成し、さらに『彼岸花』『死人花』『幽霊花』の『彼岸花三部作』がクロスするため実質的には五部作の第一作にあたる。また、『彼岸花』はそれぞれ別のメーカーによってPlayStation 2とゲームボーイアドバンスでゲーム化されているが、チュンソフト製作の『弟切草』とは無関係な内容である。
公平の父は忠信、母は和恵、旧姓（㐂久島）。奈美の父は浩平、母は和子、旧姓（平松）とされる。主な登場人物は奈美と瓜二つのナオミ、公平の自殺した元恋人の高松明美、奈美の恩師で死んだ愛人の有栖川耀一郎。また、ばらもんと呼ばれる悪霊が登場する。

### ゲームノベル
- 弟切草オリジナルゲームノベルス 八百比丘尼の斎

2005年9月16日発売。ISBN 4-924978-47-7。著者はゲーム版『弟切草』の原案・脚本の麻野一哉。
ゲーム『弟切草』から半年後の物語がゲームノベル形式で綴られている。
なお、作中の選択肢に複数の誤植がありゲームを正常にプレイするにはチュンソフト公式サイトにあるお詫びと修正ページの修正表が必要。

### 映画
2001年1月27日に東宝系で公開された。同時上映は、『狗神』。PG-12。
プレイステーション版や小説版のヒットを受けて製作された。ゲームではなく小説が原作となっているが、直美が姉ではなく女装した弟、奈美・直美の父親蒼一が画家、母親の素性が不明など小説とは展開が異なる。通常のフィルムではなくDVCPRO（デジタルビデオ）で撮影され、全編に渡ってデジタル加工されている。監督の下山天は、当初マルチエンディングとすることを想定していた。
スタッフ
- 監督：下山天
- プロデューサー：小川真司、仙頭武則
- エグゼクティブプロデューサー：原正人
- 原作：長坂秀佳「弟切草」（角川ホラー文庫刊）
- 脚本：中島吾郎、仙頭武則
- 音楽：吉田朝子、Kanon screen music foundation（書上奈朋子、牧野信博、三宅大輔、鷲見音右衛門文弘）
- 技術協力：パナソニック・デジタル・ネットワークサーブ
- 製作協力：サンセント・シネマワークス
- 製作プロダクション：アスミック・エース
- 製作：角川書店、アスミック・エース、東宝、IMAGICA、住友商事、日本出版販売
- 制作担当：森井輝

キャスト
- 菊島奈美、階沢直美：奥菜恵
- 松平公平：斉藤陽一郎
- 浮田真一：大倉孝二
- 小関透子：松尾れい子
- 階沢蒼一：寺田稔（minoruとして）

エンディングテーマ
- THE YELLOW MONKEY「GIRLIE (Original Mix)」

キャッチコピー
- 花言葉は、「復讐」。
- 恐怖は、インモラルな世界へ。（『狗神』と併せて）

### 関連イベント
東京ジョイポリス
ホラーアトラクション「弟切草」として公開された。入場者がゲームのように選択肢を選んで進むお化け屋敷。選択により、内容が変わる。映画作品を基に作られた。